# Vesicularia thollonii
Vesicularia thollonii är en bladmossart som beskrevs av Brotherus 1908. Vesicularia thollonii ingår i släktet Vesicularia och familjen Hypnaceae. Inga underarter finns listade i Catalogue of Life.